# Presencio (kommunhuvudort)
Presencio är en kommunhuvudort i Spanien.   Den ligger i provinsen Provincia de Burgos och regionen Kastilien och Leon, i den norra delen av landet, 200 km norr om huvudstaden Madrid. Presencio ligger 814 meter över havet och antalet invånare är 224.
Terrängen runt Presencio är platt. Runt Presencio är det mycket glesbefolkat, med 4 invånare per kvadratkilometer. Närmaste större samhälle är Santa María del Campo, 8,4 km sydväst om Presencio. Trakten runt Presencio består till största delen av jordbruksmark.